# Ił-38
Ił-38 (ros. Ил-38) (w systemie kodowym NATO oznaczony jako May) – radziecki morski samolot patrolowy dalekiego rozpoznania, wykrywania i zwalczania okrętów podwodnych. Zaprojektowany w 1967 roku w biurze konstrukcyjnym Siergieja Władimirowicza Iljuszyna.

## Historia

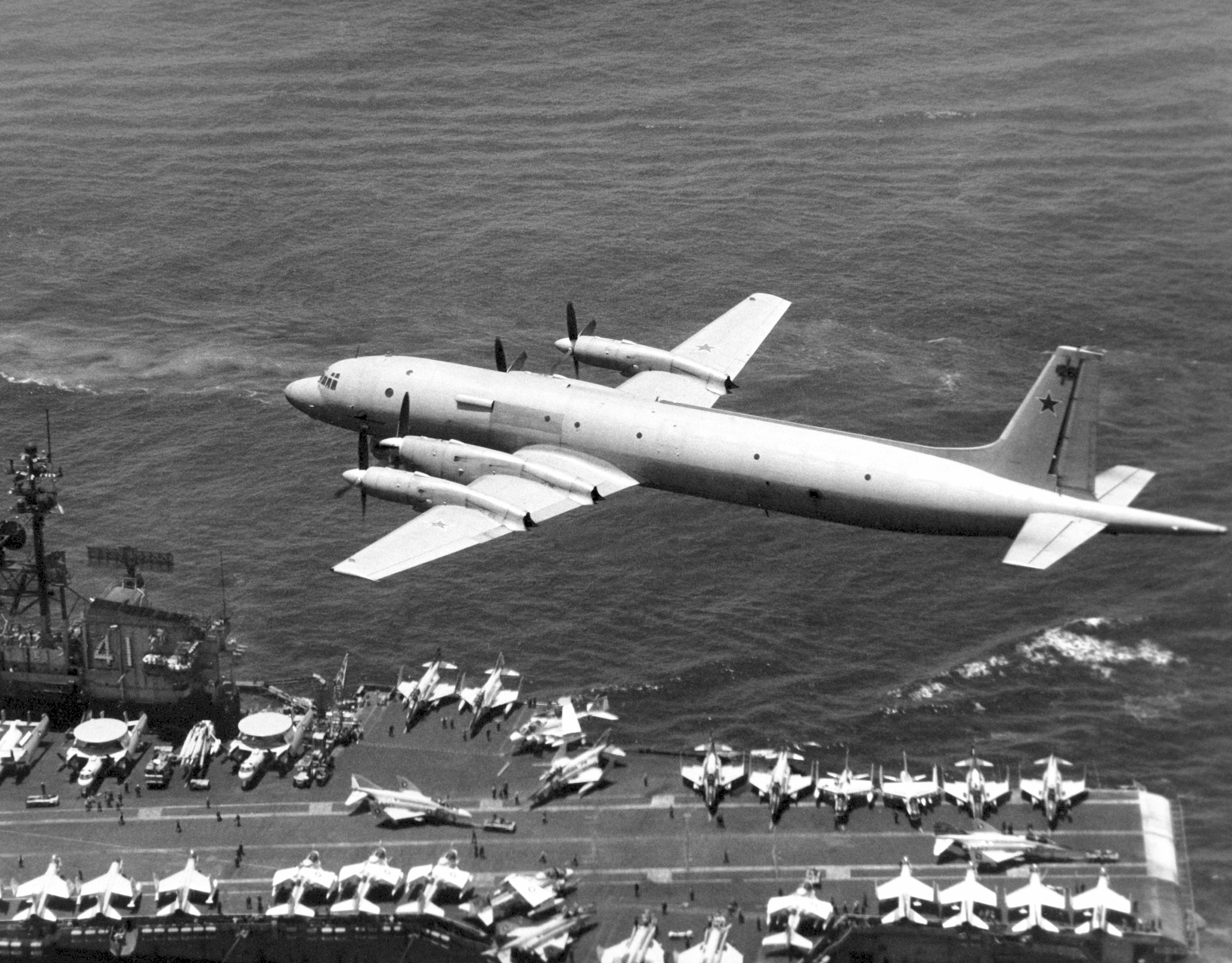
Ił-38 przelatujący nad USS Midway

Samolot Ił-38 jest rozwinięciem samolotu Ił-18D – morskiej wersji patrolowej samolotu pasażerskiego Ił-18. Od swojego poprzednika różni się przekonstruowanym kadłubem – skrócono jego przednią część, a wydłużono tylną, co sprawiło, że skrzydła przesunęły się ku przodowi. Prototyp został oblatany 27 września 1961 roku. Samolot ten różni się od wersji pasażerskiej wydłużonym stożkiem ogonowym, przesunięciem płata do przodu oraz bogatym wyposażeniem elektronicznym. Produkcja seryjna została uruchomiona w 1968 r.
W latach 1968–1972 wyprodukowano 58 samolotów tego typu, z tego 5 sprzedano dla marynarki wojennej Indii.

## Służba
Samolot Ił-38 jest używany w lotnictwie marynarki Rosji i Indii, jako samolot rozpoznania morskiego oraz wykrywania i zwalczania okrętów podwodnych. Zamówienia złożonego przez Egipt nie zrealizowano.

## Konstrukcja
Samolot Ił-38 jest dolnopłatem o konstrukcji metalowej, półskorupowej. Kadłub dzieli się na trzy części. W pierwszej części znajduje się hermetyczna kabina pilotów i mechaników oraz urządzenia radiolokacyjne z anteną umieszczone w opływowej kopule pod kadłubem, znajduje się tam również komora bombowa do przenoszenia broni przeciwko okrętom podwodnym. W środkowej części mieści się specjalistyczna aparatura elektroniczna wraz ze stanowiskami obsługującego ją personelu. W tej części znajdują się również zbiorniki paliwa. Tylna część kadłuba z usterzeniem ogonowym zawiera magnetometr wbudowany w wydłużony stożek ogonowy. Skrzydła o obrysie trapezowym i konstrukcji trójdźwigarowej. Podwozie trójgoleniowe z kołami przednimi, chowane w locie. Napęd stanowią cztery silniki turbośmigłowe Iwczenko AI-20M, które napędzają przestawialne śmigła czterołopatowe AW-68I o średnicy 4,5 m. Zbiorniki paliwa znajdują się również w skrzydłach.